# Mònica Padrós i Soler
Mònica Padrós i Soler   (segle XX) és una actriu, professora i directora de doblatge, així com psicòloga catalana. Va començar les primeres incursions en el doblatge a mitjans de la dècada del 1980. És coneguda per haver posat la veu en català al Goku petit en 125 episodis de la sèrie Bola de Drac i a les temporades senceres de Bola de Drac GT, al Bart Simpson i a la Teresa de Les tres bessones.
També ha participat al doblatge català d'animes com One Piece, Georgie, Dome, el petit geni del beisbol, i Master Hamsters. En castellà, és coneguda per ser la veu del personatge de Calimero i l'Arale. A banda, ha dirigit diversos doblatges de sèries i pel·lícules i ha gravat contes.
Des del 2016 és professora de l'Escola Catalana de Doblatge.